# الن نوبل (بازیکن فوتبال)
الن نوبل (انگلیسی: Alan Noble; ۱۹ ژوئن ۱۹۰۰ – ۱۹۷۳) بازیکن فوتبال اهل بریتانیا بود.
از باشگاه‌هایی که در آن بازی کرده‌است می‌توان به باشگاه فوتبال ساوت‌همپتون، باشگاه فوتبال برنتفورد، باشگاه فوتبال ای. اف. سی بورنموث، باشگاه فوتبال لیدز یونایتد، و باشگاه فوتبال میلوال اشاره کرد.